# Benjamin Ulbrich
Benjamin Ulbrich (* 1981 in Innsbruck) ist ein österreichischer Schauspieler, Musiker, Autor und Kulturmanager.

## Werdegang

### Theater
Noch während seiner Schauspielausbildung am Wiener Franz Schubert Konservatorium, wurde er Ensemblemitglied des Tiroler Landestheaters (2005–2008) unter der Intendanz von Brigitte Fassbaender.
Danach folgten Engagements an verschiedenen Bühnen im deutschsprachigen Raum: Stadttheater Fürth (2010–2011), Theater in Kempten (2011–2015), Theater Regensburg (bayerische Theatertage 2010), Stadttheater Bruneck (2011–2019), Sommerspiele Bad Ischl (2008), Silbersommer Schwaz (2010), Stadttheater Mödling und Scala Wien (2014–2017), Meraner Festspiele (2018), Wiener Festwochen (2019) und andere. Am Tiroler Landestheater gastierte er zum letzten Mal im Jahr 2012 (dem Abschiedsjahr der Intendanz Brigitte Fassbaender und Klaus Rohrmoser) als Tybalt in William Shakespeares Romeo und Julia unter der Regie von Oliver Karbus, einem wichtigen Wegbegleiter und Mentor Ulbrichs.
Mit dem vor allem für seine Filmarbeit bekannten Regisseur Ernst Gossner arbeitete er 2010 mit Ute Heidorn am Staatstheater Innsbruck.
2019 spielte er unter der Regie von Mariano Pensotti, einem Regiestar der internationalen Theaterszene, bei den Wiener Festwochen in der Großproduktion Diamante. „Pensottis Schauspiel-Theater hat die Suggestionskraft von großen Kinofilmen, deren Schnitt- und Erzähltechniken er fürs Theater adaptiert.“

### Film und Fernsehen
Benjamin Ulbrich hatte Auftritte in diversen Fernseh-, Kino- und Werbefilmen. 2010 arbeitete er beispielsweise mit Peter Patzak für den Kinofilm Kottan ermittelt: Rien ne va plus.
Episodenrollen gab er in Fernsehserien- und filmen, wie SOKO Kitzbühel, Der Bergdoktor, die Bergwacht, Traum ihres Lebens oder Gletscherblut.

### Kulturmanagement, Autorentätigkeiten und Beratung
Während seiner Zeit als freischaffender Schauspieler absolvierte er 2014 ein Master Studium im Gegenstand Kulturmanagement an der Universität für Musik und darstellende Kunst Wien.
Im weiten Feld des modernen Kulturmanagement, hat er sich auf multidisziplinäre und partizipative Vermittlungsformate für öffentliche und private Museen spezialisiert und leitet in diesem Bereich den Verein Culture In, der im Hintergrund des programmatischen und nachhaltigen Kulturmanagements Vermittlungskonzepte an der Schnittstelle von Theater, Film, Training und Vermittlung realisiert. Ziel ist der Zugewinn neuer Besuchergruppen für die jeweiligen Museen sowie die Erforschung neuer und innovativer Vermittlungs- und Rezeptionsmodelle beim Publikum.
Als Autor schreibt er Auftragswerke im Bereich der theatralen Inhaltsvermittlung für Museen und Unternehmensmuseen. Beispiele wären hier die Reihe Vorhang Auf! für das Tiroler Landesmuseum, oder Arbeiten und Konzepte für das Med-El Audioversum, die Swarovski Kristallwelten, das Naturhistorische Museum und das Kunsthistorische Museum.
Seit Ende 2019 ist er zudem als Berater im arbeitsmarktpolitischen Auftrag für das Team 4 Künstler Service in Wien tätig.

### Musiker und Sprecher
Von 1989 bis 2000 nahm Benjamin Ulbrich Gesangsunterricht am Konservatorium Innsbruck. Als Sänger und Rhythmusgitarrist wirkte er bei verschiedenen Bandprojekten mit.
Es folgten Auftritte als Sänger und Gitarrist in diversen Theater- und Musiktheaterproduktionen: 2013 spielte und sang er beispielsweise den Oskar in Franz Xaver Kroetz’ Posse „Dolomitenstadt Lienz“. In Diamante bei den Wiener Festwochen (2019) war er der ehemalige Rocker Daniel, der im Stück mehrere Gitarren- und Schlagzeugeinlagen gibt.
Als Sprecher ist er für Werbespots, Filmsynchronisation und Literaturbeiträge tätig.